# Starz (Starz)
Starz è il primo album dei Starz, pubblicato nel 1976 per l'etichetta discografica Capitol Records.

## Tracce
1. Detroit Girls (Sweval, Ranno, Smith) 4:05
2. Live Wire (Sweval, Ranno, Smith) 3:23
3. Tear It Down (Sweval) 3:13
4. Boys In Action (Ranno, Smith, Sweval, Harkin) 5:37
5. (She's Just A) Fallen Angel (Harkin, Ranno-Sweval, Grob, Smith, Delaney) 3:35
6. Monkey Business (Harkin, Smith, Sweval, DeLaney) 2:52
7. Night Crawler (Harkin, Smith, Ranno) 4:32
8. Over And Over (Smith) 3:17
9. Pull The Plug (Harkin, Smith, Ranno) 4:43
10. Now I Can (Ranno, Harkin, Smith) 4:11

## Formazione
- Michael Lee Smith - voce
- Richie Ranno - chitarra
- Brenden Harkin - chitarra
- Peter Sweval - basso
- Joe Dube - batteria